# Lijnbaansgracht 166
Lijnbaansgracht 166 is een gebouw aan de Lijnbaansgracht in de Jordaan van Amsterdam-Centrum.
Het gebouw is volgens het monumentenregister in de 18e eeuw gebouwd, vermoedelijk aan het begin daarvan. Het is sinds 14 juli 1970 ingeschreven in dat register. De reden daarvoor is dat het een pakhuis met puntgevel is. Een ander kenmerk van het gebouw zijn de raamoppervlakten die in negenen zijn verdeeld. Het gebouw dient inmiddels tot woonhuizen met op de begane grond een dansstudio.
De belendende gebouwen ten noorden van nummer 166 zijn eveneens tot woonhuis omgebouwde pakhuizen (met plat dak). De belending ten zuiden bestond tot het begin van de jaren dertig uit een tweemaal zo groot pakhuis, De Eendragt geheten. Dat pakhuis en de resterende gebouwen tot aan de Elandsstraat werden gesloopt en vervangen door woonhuizen met bedrijfsruimten op de begane grond, opgetrokken in de stijl van de Amsterdamse School.